# Hans Zimmer
Hans Florian Zimmer (n. 12 septembrie 1957, Frankfurt am Main, RFG) este un compozitor german de muzică de film. Într-o carieră de două decenii, Zimmer a compus muzica pentru peste 150 de filme, printre care sunt și coloanele sonore premiate cu oscar The Lion King (1994), Crimson Tide (1995), The Thin Red Line (1998), Gladiator (2000), Ultimul samurai (2003), The Dark Knight (2008),  Inception (2010), 12 Years a Slave (2013) și Interstellar (2014). Este considerat compozitorul de muzică de film cu cel mai mare succes din punct de vedere financiar în prezent.
Până în momentul de față a strâns 9 nominalizări la Oscar (unul câștigat), 10 la Globurile de Aur (două câștigate) și 9 la premiile Grammy (trei câștigate). 

## Biografie

### Începutul carierei
Hans Zimmer s-a născut în orașul Frankfurt, Germania. După ce s-a mutat în Londra, a început să compună muzică pentru reclame iar în 1979 a colaborat cu trupa The Buggles pe albumul lor, The Age of Plastic și pentru hit-ul lor, Video Killed The Radio Star, care avea să devină primul videoclip difuzat vreodată pe MTV. În jurul anului 1980 el se perfecționa în utilizarea calculatoarelor în concertele trupei Ultravox. Puțin după aceea, Zimmer l-a cunoscut și a început să lucreze cu celebrul compozitor Stanley Myers. Realizând importanța fuziunii muzicii clasice cu cea electronică, cei doi au format studioul de înregistrări Lillie Yard Studio, în Londra, dotat cu cea mai performantă tehnologie. Zimmer a continuat să lucreze în acest studio pe măsură ce relația sa cu Stanley era tot mai bună. Au lucrat pentru o serie de filme, cum ar fi Moonlighting, Succes Is The Best Revenge, The Lightship, Insignificance, The Castaway și My Beautiful Laundrette.
În 1986 a lucrat pentru tema din filmul Vardo și apoi pentru filmul care avea să câștige premiul Oscar pentru cel mai bun film, The Last Emperor.

### Primele coloane sonore
În 1988 Zimmer a compus primele sale coloane sonore pentru filme britanice ca Burning Secret, The Fruit Machine, Nightmare at Noon și A World Apart. Aceasta din urmă nu numai că a marcat prima sa coloană sonoră scrisă de unul singur dar a fost și muzica care a captat atenția renumitului regizor Barry Levinson pentru muzica din filmul Rain Man și venirea lui Zimmer la Hollywood. Rain Man avea să câștige premiul Oscar pentru Cel mai bun film și avea să aducă lui Zimmer prima sa nominalizare la Oscar. Anul următor a compus muzica din filmul Driving Miss Daisy, care avea să-i aducă și prima sa nominalizare la Premiile Grammy.
La începutul aniilor '90, Zimmer a compus muzica pentru alte filme celebre la Hollywood, cum ar fi Black Rain, Backdraft, Thelma and Louise, Days of Thunder, True Romance și Bird on a Wire. În paralel a mai compus muzica pentru filme britanice, cum ar fi Fools of Fortune și Paperhouse.

### Primul său Oscar
În 1994, Zimmer a colaborat cu celebrul cântăreț pop, Elton John, pentru a compune muzica pentru unul din cele mai celebre filme Disney, The Lion King. Coloana sonoră s-a vândut în peste 15 milioane de exemplare și i-a adus lui Zimmer primul său premiu Oscar. De asemenea, muzica din The Lion King a mai câștigat și alte premii, inclusiv două Globuri de Aur și trei premii Grammy.
Muzica din The Lion King a fost una din cele mai importante aspecte ale filmului. Solo-urile și corurile africane sunt folosite într-un mod excelent, Zimmer demonstrându-și abilitatea de a compune muzica pentru alte genuri de film decât drame. De asemenea, s-a lansat și o "continuare" a coloanei sonore, Rhythm of the Pride Lands (lansat în ediție limitată, așa că este considerat mai mult un CD de colecție) iar în 1997, filmul a fost pus ca piesă muzicală pe Broadway, care a devenit unul din cele mai vizionate și îndrăgite muzicale.

### Perioada după 1994
În 1995, Zimmer a primit un premiu Grammy pentru muzica din filmul Crimson Tide, coloana sonoră care avea să devina model pentru mulți compozitori în anii 1990, și a compus muzica pentru filmul lui John Boorman, Beyond Rangoon. O altă nominalizare la Oscar a urmat în 1996 pentru filmul The Preacher's Wife și în acelasi an a primit premiul BMI pentru carieră. În 1997 a primit o nouă nominalizare la Oscar, de data aceasta pentru filmul As Good As It Gets, coloana sonoră care a fost terminată înainte de a accepta postul de șef al departamentului de muzică al studioului DreamWorks SKG (funcție pe care o deține și în prezent). În 1998, Zimmer a primit două nominalizări la Oscar pentru muzica sa din The Thin Red Line și  The Prince of Egypt.
În anul 2000, Zimmer a fost angajat pentru muzica din filmul regizat de Ridley Scott, Gladiator, împreună cu Lisa Gerrard. Muzica din film avea să fie considerată de mulți ca fiind cea mai bună coloană sonoră a sa, a primit o nominalizare la Oscar și a câștigat numeroase premii, inclusiv Globul de Aur. Alte premii includ: in 2001 un premiu la Festivalul de film de la Hollywood pentru meritele sale în domeniul muzicii de film. În 2001 a susținut un concert în Gent, Belgia în cadrul festivității de decernare a premiilor World Soundtrack Awards. Concertul a fost lansat apoi pe CD, intitulat The Wings of a Film, considerat pentru prima dată când concertul unui compozitor de muzică de film este înregistrat și lansat ca CD oficial. În același an a compus muzica pentru trei filme celebre, Black Hawk Down, Pearl Harbor și Hannibal. Împreună cu studioul DreamWork, Zimmer a compus muzica și pentru alte filme de animație, cum a ar fi Spirit: Stallion of the Cimarron, A Shark Tale și Madagascar. Alte filme includ Tears of the Sun, Ultimul samurai, King Arthur, Batman Begins (împreună cu James Newton Howard), The Da Vinci Code, Pirates of the Caribbean: Dead Man's Chest, The Holiday și Pirates of the Caribbean: At World's End.
Regizorul cu care a lucrat de cele mai multe ori este Ridley Scott, de 6 ori:
- 1989 - Black Rain
- 1991 - Thelma & Louise
- 2000 - Gladiator
- 2001 - Hannibal
- 2001 - Black Hawk Down
- 2003 - Matchstick Men

De asenenea, a înființat și compania de muzică de film Remote Control Productions (cunoscut înainte sub numele de Media Ventures), având ca membri compozitori în afirmare, printre care Harry Gregson-Williams, Klaus Badelt si John Powell. Compania urmărește transformarea compozitorilor tineri în compozitori cunoscuți la Hollywood.

## Nominalizări și premii

### Premiile Oscar
- 1989 - Rain Main
- 1995 - The Lion King
- 1996 - The Preacher's Wife
- 1997 - As Good As It Gets
- 1998
  - The Thin Red Line
  - The Prince of Egypt
- 2000 - Gladiator
- 2010 - Sherlock Holmes
- 2011 - Începutul
- 2015 - Interstellar : CĂLTORIND PRIN UNIVERS

### Globurile de Aur
- 1995 - The Lion King
- 1999 - The Prince of Egypt
- 2001 - Gladiator
- 2002 - Pearl Harbor
- 2003 - Spirit:Stallion of the Cimarron (Cea mai bună melodie)
- 2004 - Ultimul samurai
- 2005 - Spanglish
- 2007 - The Da Vinci Code
- 2009 - Frost/Nixon
- 2011 - Inception

### Premiile Grammy
- 1991 - Driving Miss Daisy
- 1995 - The Lion King
  - Cel mai bun aranjament instrumental cu acompaniament vocal
  - Cel mai bun album muzical pentru copii
- 1996 - Crimson Tide (cea mai bună compoziție instrumentală)
- 2001 - Gladiator
- 2007 - The Da Vinci Code
- 2007 - Pirates of the Carribean: Dead Man's Chest
- 2009 - The Dark Knight (împreună cu James Newton Howard)
- 2011
  - Inception
  - Sherlock Holmes

### Premiile BAFTA
- 1992 - Thelma and Louise
- 1995 - The Lion King
- 2001 - Gladiator
- 2009 - The Dark Knight

### Premiile BMI
- 1989 - Rain Man
- 1990 - Driving Miss Daisy
- 1991 - Days of Thunder
- 1992 - Backdraft
- 1993 - A League Of Their Own
- 1994 - Cool Runnings
- 1995 - The Lion King
- 1996 - Crimson Tide
- 1996 - Broken Arrow
- 1997 - The Rock
- 1998 - As Good As It Gets

Toate câștigate

### Premiile Satellite
- 1999 - The Thin Red Line
- 2001 - Gladiator
- 2002 - Hannibal
- 2004 - Ultimul samurai
- 2006 - The Da Vinci Code
- 2010 - Inception

### World Soundtrack Awards
- 2001 - Hannibal
- 2001 - Pearl Harbor
- 2001 - An Everlasting Piece
- 2001 - The Pledge
- 2002 - Black Hawk Down
- 2002 - Spirit: Stallion of the Cimarron (două nominalizări pentru cea mai bună melodie)
- 2005 - Batman Begins (împreună cu James Newton Howard)
- 2009 - Frost/Nixon
  - Cea mai bună coloană sonoră a anului
  - Cel mai bun compozitor al anului
- 2010 - Sherlock Holmes
- 2011 - Inception

## Informații interesante
- Este considerat primul compozitor de muzică de film care a combinat muzica de orchestră clasică cu muzica electronică.
- Tradus din germană, Zimmer înseamnă "cameră".
- Este compozitorul preferat al lui Steven Spielberg (după John Williams).
- Muzica din The Lion King s-a vândut în peste 10 milioane de exemplare și se află printre cele mai populare coloane sonore din Statele Unite ale Americii.
- Zimmer este un compozitor autodidact. Nu a luat lecții oficiale.
- Ultimul samurai a reprezentat a 100-a coloana sonoră a sa.
- Gladiator a reprezentat cel mai bun succes financiar al său.